# Llúdria de Xile
La llúdria de Xile (Lontra provocax) és una espècie de llúdria que viu a Xile i l'Argentina. Tot i que en alguns idiomes se l'anomena «llúdria de riu» o «llúdria d'aigua dolça», en realitat pot viure tant al mar com als rius. Està amenaçada d'extinció a causa de caçadors furtius que en volen obtenir la pell, la destrucció de l'hàbitat per la contaminació de l'aigua i la desforestació. El seu nom específic, provocax, significa ‘desafiador’ en llatí i és una traducció del nom del vaixell Challenger, a bord del qual anaven els seus descobridors europeus. A més a més, encaixa com a descripció del caràcter audaç i provocador d'aquest animal.